# Disturbo da disagio corporeo
Il disturbo da disagio corporeo (in inglese bodily distress disorder, BDD) è una diagnosi che può essere attribuita a un individuo che prova disagio a causa di sintomi corporei persistenti o ricorrenti, al punto che il disagio e la preoccupazione per i sintomi interferiscono con il funzionamento quotidiano. È codificata nel capitolo della Classificazione Internazionale delle Malattie (ICD-11) relativo ai Disturbi Mentali, Comportamentali e dello Sviluppo con il codice 6C20. I sintomi corporei più comuni associati al Disturbo da Disagio Corporeo includono dolore (ad esempio, dolore muscoloscheletrico, mal di schiena, mal di testa), affaticamento, sintomi gastrointestinali e respiratori, anche se i pazienti possono soffrire di qualsiasi sintomo corporeo.
Sperimentare i sintomi e preoccuparsi di essi è ovviamente un'esperienza umana normale. Per soddisfare i criteri per una diagnosi di Disturbo da Disagio Corporeo, l'individuo deve sperimentare un modello caratteristico di pensieri, sentimenti e comportamenti legati alle sue preoccupazioni per la salute, che contribuisce al disagio e a un'interruzione del funzionamento. L'assegnazione di una diagnosi di disturbo da disagio corporeo indica che il paziente potrebbe beneficiare di alcuni interventi psicologici o comportamentali per migliorare la sua qualità di vita, indipendentemente dalla causa sottostante dei sintomi. A differenza delle precedenti iterazioni della diagnosi, nel disturbo da disagio corporeo i sintomi non sono "medicalmente inspiegabili" (cioè possono manifestarsi insieme a una malattia). Il Disturbo da Disagio Corporeo può colpire chiunque a qualsiasi età e la comparsa dei sintomi in ogni individuo è sostenuta da una complessa interazione di fattori biologici, psicologici e sociali.
Il Disturbo da Disagio Corporeo non deve essere confuso con il Disturbo da Dismorfismo Corporeo (ICD-11 6B21, inglese: Body Dysmorphic Disorder), in quanto lo stesso acronimo "BDD" viene talvolta utilizzato per entrambe le condizioni.

## Diagnosi (ICD-11)
Le caratteristiche essenziali (necessarie) elencate nell'ICD-11 sono:
1. La presenza di sintomi corporei che sono angoscianti per l'individuo. In genere si tratta di sintomi corporei multipli che possono variare nel tempo. Occasionalmente l'attenzione si limita a un singolo sintomo, di solito il dolore o l'affaticamento.
2. L'attenzione eccessiva è rivolta ai sintomi, che possono manifestarsi in:
- Preoccupazione persistente per la gravità dei sintomi o per le loro conseguenze negative. Nei soggetti che presentano una condizione medica conclamata che può causare o contribuire ai sintomi, il grado di attenzione legato ai sintomi è chiaramente eccessivo rispetto alla natura e alla gravità della condizione medica.
- Contatti ripetuti con i operatori sanitari in relazione ai sintomi corporei che sono sostanzialmente in eccesso rispetto a quanto sarebbe considerato necessario dal punto di vista medico.

3. L'attenzione eccessiva ai sintomi corporei persiste nonostante l'esame clinico e le indagini appropriate o le rassicurazioni appropriate da parte degli operatori sanitari.
4. I sintomi corporei sono persistenti, cioè alcuni sintomi sono presenti (anche se non necessariamente gli stessi) nella maggior parte dei giorni per un periodo di almeno diversi mesi (per esempio, 3 mesi o più).
5. I sintomi corporei, l'angoscia e la preoccupazione correlate comportano una significativa compromissione del funzionamento personale, familiare, sociale, educativo, lavorativo o di altre aree importanti.
6. I sintomi o l'angoscia e la preoccupazione associate non sono meglio riconducibili a un altro disturbo mentale (per esempio, schizofrenia o altro disturbo psicotico primario, un disturbo dell'umore o un disturbo d'ansia o della paura).
Il BDD può essere classificato come lieve (6C20.0), moderato (6C20.1) o grave (6C20.2) a seconda del grado e dell'impatto delle caratteristiche sopra elencate.

### Cambiamenti dell'ICD-10 e potenziali implicazioni
Il termine disturbo da disagio corporeo sostituisce la vecchia categoria "Disturbi somatoformi" utilizzata nell'ICD-10. Nel DSM-5 il concetto di disturbo somatoforme è stato sostituito dal concetto di "disturbo da sintomi somatici" (APA, 2013).
Un altro cambiamento importante dei nuovi criteri è che consentono al BDD di coesistere con qualsiasi malattia somatica/fisica. Questi cambiamenti sono considerati un passo avanti verso la comprensione dell'individuo in termini più olistici, lontano dalle dicotomie poco utili di corpo e mente, o "mentale contro fisico"; e per consentire di assegnare più facilmente la diagnosi in presenza di problemi medici coesistenti, permettendo al paziente di accedere a un trattamento adeguato. Nonostante questi cambiamenti siano stati accolti con cautela, la terminologia in questo settore ha una lunga storia di utilizzo problematico e stigmatizzante. Rimane la paura che la diagnosi di disturbo da disagio corporeo possa essere utilizzata per etichettare il "paziente difficile" o per influenzare il medico contro un'indagine appropriata della malattia strutturale che potrebbe contribuire ai sintomi nelle persone con diagnosi di BDD.

### Ottenere una diagnosi
La diagnosi di Disturbo da Disagio Corporeo (BDD) viene solitamente fatta in ambito sanitario, il più delle volte da un medico, che può essere un medico di base, un medico ospedaliero, uno psichiatra di collegamento o un altro specialista nell'area della medicina psicosomatica. Il medico di base o il medico di famiglia svolge in genere un ruolo importante nel coordinare il trattamento con un medico secondario, se necessario. La diagnosi di BDD è essenzialmente clinica: il medico esegue un'accurata anamnesi medica e mentale e gli esami del caso. La diagnosi si basa sulla natura dei sintomi che si presentano ed è una diagnosi "rule in" (includere) piuttosto che "rule out" (escludere): ciò significa che si basa sulla presenza di sintomi e segni positivi che seguono un modello caratteristico descritto sopra. Non esistono test che possano essere utilizzati in modo costante per diagnosticare il BDD; tuttavia, come nel caso di tutte le diagnosi, spesso vengono effettuati ulteriori esami diagnostici, come esami del sangue o di diagnostica per immagini, per valutare la presenza di una malattia sottostante. Il BDD può coesistere con qualsiasi altra diagnosi (come malattie respiratorie o cancro, o altre diagnosi di salute mentale come sopra).

### Diagnosi differenziale(diagnosi prese in considerazione dall'operatore sanitario al momento della valutazione)
Chi è preoccupato dalla possibilità di avere malattie gravi o pericolose per la vita, potrebbe rientrare meglio nella diagnosi di "Disturbo d'ansia per la salute". Gli individui con Disturbo d'ansia per la salute possono anche rivolgersi a un medico, ma il loro scopo principale è quello di ottenere la rassicurazione di non avere la temuta condizione medica grave. I soggetti con Disturbo da Disagio Corporeo si rivolgono tipicamente a un medico per ottenere sollievo dai sintomi, non per confermare la convinzione di essere affetti da una grave malattia.
È importante identificare i disturbi dell'umore, come la depressione, dove i sintomi somatici (tra cui perdita di peso, affaticamento e dolore) sono spesso aspetti dominanti della presentazione clinica. Anche il disturbo di panico e il disturbo d'ansia generalizzato sono diagnosi differenziali importanti.
Naturalmente, anche le condizioni mediche o le malattie sottostanti devono essere prese in considerazione e trattate in modo appropriato. Il paziente potrebbe anche soddisfare i criteri per le categorie diagnostiche delle sindromi somatiche funzionali, come le sindromi legate alla fatica (8E49), i disturbi dissociativi (6B60-6B6Z), il dolore cronico diffuso (MG30.01) o la sindrome dell'intestino irritabile (DD91).

## Storia del termine
Il termine "disagio corporeo" è stato introdotto nel 2005 dopo che una ricerca condotta in Danimarca ha suggerito che un termine generale era in grado di catturare adeguatamente una serie di sindromi somatiche funzionali che si sovrappongono e il "disturbo somatoforme". La sindrome da disagio corporeo è stata concepita come termine generale per diversi modelli diagnosticabili di sintomi fisici, ritenuti correlati a modelli di risposte fisiologiche allo stress. Il concetto aveva il vantaggio di essere chiaramente derivato da studi empirici e convalidato, mentre molti concetti concorrenti erano stati derivati per consenso o attraverso un processo di costruzione culturale, il che lo ha reso interessante per il comitato dell'ICD-11. Tuttavia, il concetto di BDD dell'ICD-11 si è sviluppato in ultima analisi, per essere più allineato con la diagnosi del DSM-5: Disturbo da sintomi somatici, con la necessità di riscontri psicologici positivi e senza il requisito che i sintomi fossero medicalmente inspiegabili.

## Prevalenza
Trattandosi di un nuovo concetto diagnostico, sono necessarie ulteriori ricerche per determinare la prevalenza del BDD.

## Cause / Modelli esplicativi
Un modello comunemente utilizzato in ambito sanitario per spiegare l'insorgenza e il decorso della malattia prevede l'esame dei fattori predisponenti, precipitanti (scatenanti) e perpetuanti (di mantenimento).  Le ricerche emergenti sottolineano l'importanza delle "aspettative sui sintomi" di un individuo, che hanno un ruolo centrale. Le aspettative di malattia basate su esperienze precedenti potrebbero essere ulteriormente influenzate dagli stati emotivi di chi ha la tendenza a catastrofizzare (a pensare al peggio) o è incline all'ansia da malattia. Questo potrebbe portare allo sviluppo e al mantenimento di sintomi somatici persistenti. Il potere delle aspettative di predire il decorso dei sintomi e il trattamento è stato dimostrato in molte condizioni come il dolore, l'artrite reumatoide, il cancro e i cosiddetti "sintomi inspiegabili dal punto di vista medico"; è stato dimostrato che affrontare le aspettative dei pazienti sui sintomi può migliorare i risultati e potenzialmente aiutare le persone con questi problemi.

## Prognosi
Il decorso del Disturbo da Disagio Corporeo (BDD) è variabile. In circa la metà dei soggetti con diagnosi di Disturbo da Disagio Corporeo visitati nelle cure primarie, i sintomi corporei si risolvono entro 6-12 mesi. Gli individui con un disturbo grave e quelli con sintomi corporei multipli tendono ad avere un decorso più cronico e persistente. La presenza di sintomi corporei multipli è comunemente associata a una maggiore compromissione del funzionamento e a una peggiore risposta al trattamento di eventuali condizioni mentali o mediche co-occorrenti. La ricerca sta crescendo in quest'area e si spera che l'implementazione di una solida ricerca scientifica consenta di sviluppare supporti efficaci per le persone con BDD.

## Supporto/Trattamento
Una volta ricevuta la diagnosi, l'obiettivo del trattamento è aiutare il paziente a gestire i sintomi e a raggiungere una migliore qualità di vita. Esistono approcci di auto-aiuto consolidati che i pazienti possono sperimentare, tra cui il ritmo, la gestione dello stress e la riflessione su come l'ambiente potrebbe sostenere meglio il ritorno a uno stato di salute. Come nel caso di qualsiasi malattia, è utile adottare misure per uno stile di vita sano, come il mantenimento di un'attività fisica regolare, l'igiene del sonno, l'impegno in attività sociali e in hobby, ma potrebbe essere necessario reintrodurle lentamente se la persona ha evitato queste attività. I farmaci possono essere utili per gestire i sintomi in caso di depressione, ansia o dolore significativi.
La comprensione e l'accettazione della diagnosi sono di solito un obiettivo importante, poiché sarà difficile per una persona iniziare a concentrarsi sulla guarigione se continua a temere di avere una diagnosi sbagliata. Le indagini ripetute non sono sempre necessarie o rassicuranti; una conversazione aperta tra il paziente e il suo medico, che includa spiegazioni plausibili per i sintomi comuni e il rischio di potenziali cause rare, è di solito un approccio più utile. Quando gli operatori sanitari formulano una diagnosi ed eseguono un trattamento, è importante comunicare in modo aperto e onesto e non cadere nella trappola del pensiero dualistico, cioè "o mentale o fisico", né tentare di "riattribuire" i sintomi a una causa prevalentemente psicosociale. Il processo diagnostico è considerato un passo importante affinché il trattamento possa procedere con successo.
Il trattamento specialistico per il BDD è purtroppo ancora raro in molti paesi. Il trattamento standard dovrebbe adottare un approccio olistico incentrato sul paziente e adattato alle esigenze specifiche dell'individuo. L'approccio terapeutico specifico dipende probabilmente dalla natura dei sintomi e da ciò che li determina, e di solito coinvolge uno o più membri di un'équipe terapeutica multidisciplinare. La psicoterapia, come la terapia cognitivo-comportamentale o l'Acceptance and Commitment Therapy (terapia dell'accettazione e dell'impegno), può essere utile per esplorare un modello di pensieri, azioni e comportamenti che potrebbero essere alla base di un ciclo negativo che mantiene i sintomi. La fisioterapia può essere utile per la riabilitazione in caso di debolezza, dolore, vertigini o affaticamento. In alcuni casi, può essere utile collaborare con altri caregiver, come i familiari/partner, per sostenere la persona nella sua riabilitazione.
Per alcuni pazienti, soprattutto quelli che vivono con i sintomi da molti anni, un trattamento realistico prevede la gestione dei sintomi e il miglioramento della qualità di vita. L'accettazione dei sintomi e delle limitazioni che ne derivano può essere fondamentale in queste situazioni, ma la maggior parte delle persone è in grado di vedere un miglioramento della propria condizione. Un rapporto aperto e di fiducia con l'équipe sanitaria è fondamentale a questo scopo.

## Controversie/Stigma
Per molti anni nel sistema medico è esistita un'inutile divisione tra malattie "mentali" e "fisiche", derivante dal dualismo mente-corpo. Sebbene sia sempre più riconosciuto che la maggior parte delle condizioni mediche comporta una complessa interazione di fattori fisici, esperienziali e sociali, in molte parti della società esiste ancora una visione antiquata secondo cui i pazienti affetti da BDD (e dai suoi predecessori diagnostici) hanno un problema puramente psicologico, che è associato allo stigma.
Molti servizi di salute mentale non considerano i problemi legati ai sintomi somatici di loro competenza e, poiché il BDD si colloca tra la parte medica e quella psichiatrica dei servizi sanitari, le condizioni come il BDD, in cui i fattori mentali e fisici sono interconnessi e altrettanto importanti, sono spesso trascurate. La mancanza di servizi di cura appropriati aggrava inoltre lo stigma e molte persone che soffrono di queste condizioni riferiscono esperienze negative con il sistema sanitario. Alcuni medici si sentono inadeguati ad aiutarli, in parte a causa della mancanza di servizi di trattamento specializzati e in parte a causa dell'esclusione di questi tipi di disturbi dalla formazione medica.
A causa di queste controversie e dello stigma all'interno del servizio sanitario, la terminologia utilizzata per descrivere questi disturbi e le classificazioni diagnostiche continuano ad evolversi. Questa terminologia in continua evoluzione può confondere sia i medici che i pazienti e di per sé ostacola una migliore comprensione di queste condizioni. Il Disturbo da Disagio Corporeo è stato criticato per diversi motivi. Alcuni ritengono che la parola stessa "disagio" sia stigmatizzante, in quanto potrebbe essere usata per patologizzare una risposta comprensibile alla sofferenza fisica. Altri temono che la descrizione della diagnosi sia troppo soggettiva e normativa: chi può dire che una preoccupazione per un sintomo sia "eccessiva"? Questo porta a temere che la diagnosi possa essere usata per patologizzare un modo di interagire con il sistema sanitario che il medico considera inappropriato o comunque problematico.
Un altro problema della diagnosi è rappresentato dalla struttura stessa dei manuali diagnostici. L'ICD-11 prevede capitoli separati per le condizioni mentali e fisiche, riflettendo ancora una volta la struttura dicotomica del sistema medico e il dualismo mente-corpo. Tuttavia, questo probabilmente porta a un sottoutilizzo della diagnosi, poiché la maggior parte dei pazienti con sintomi somatici viene visitata da medici non esperti di salute mentale, che quindi forse non prendono in considerazione la diagnosi. In realtà, queste condizioni si collocano tra le categorie di salute fisica e mentale, ma attualmente devono attirare due diagnosi separate, una fisica e una mentale, che potrebbero descrivere lo stesso fenomeno. Altri ritengono che questa sia una soluzione ragionevole, soprattutto perché esistono caratteristiche psicologiche distinte del BDD che non sono presenti in tutti i pazienti con sintomi fisici persistenti e che possono quindi richiedere un supporto aggiuntivo. In molti sistemi sanitari, avere un codice diagnostico distinto può essere utile per consentire ai pazienti di accedere a questi trattamenti specifici.